# Ścieżka koronami drzew (Lipno nad Vltavou)

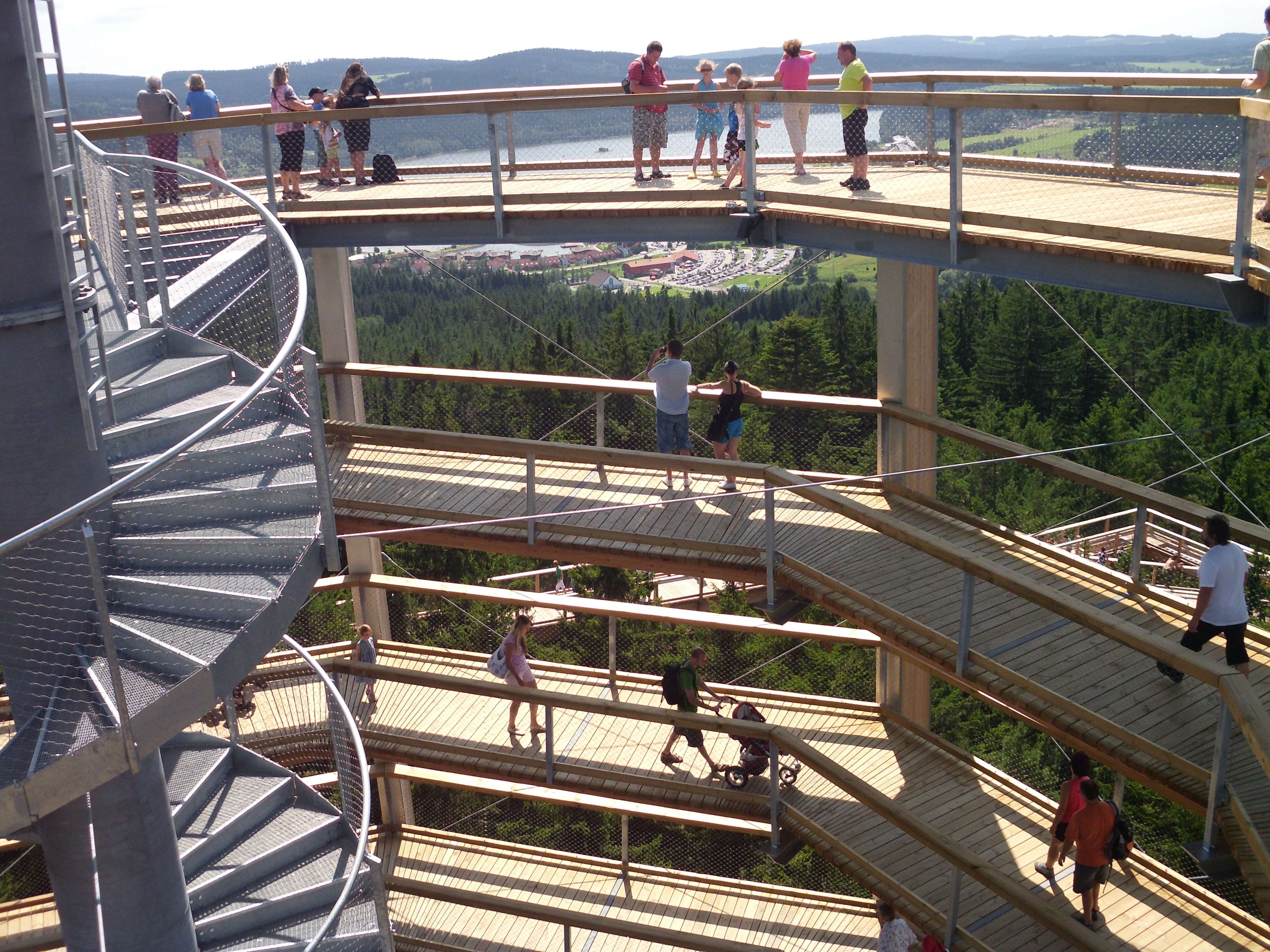
Widok na Zbiornik Lipnowski i Szumawę

Ścieżka koronami drzew (cz. Stezka korunami stromů) – ścieżka edukacyjna na drewnianych pomostach i wieża widokowa zlokalizowana na Szumawie w Czechach, na ramieniu szczytu Kaliště odchodzącym przez Alpską vyhlídkę (Lipno nad Vltavou). Została otwarta 10 lipca 2012.

## Charakterystyka
Ścieżka (pierwszy tego typu obiekt w Czechach) ma długość 675 metrów i znajduje się na niej jedenaście atrakcji w postaci "adrenalinowych przystanków", czyli odcinków poprowadzonych po ruchomych belkach, linach, itp. W centrum wieży widokowej (40 metrów wysokości), wokół jej centralnego słupa umieszczono spiralną, najdłuższą w Czechach zjeżdżalnię grawitacyjną (tobogán) o całkowitej długości 52 metrów. Całość ścieżki i wieży wykonana jest z drewna i prowadzi przez obszar lasu mieszanego. Z najwyższego poziomu wieży widokowej widoczna jest panorama Zbiornika Lipnowskiego, Szumawy, Novohradských Hor i części Alp. Obiekt dostosowany jest dla osób niepełnosprawnych. 

## Cele edukacyjne
Do głównych celów edukacyjnych funkcjonowania ścieżki należą: pogłębienie u zwiedzających znajomości zagadnień przyrodniczych, jak również z zakresu ochrony przyrody oraz funkcjonowania lasu.

## Dane techniczne
- długość całkowita – 675 m,
- długość ścieżki – 372 m,
- długość ścieżki w wieży – 303 m,
- wysokość wieży – 40 m,
- wysokość ścieżki poza wieżą – 24 m (wejście do wieży tamże),
- liczba pylonów podtrzymujących – 75 (w wieży – 9),
- pochylenie ścieżki – 2-6%,
- szerokość chodnika – 2,5 m,
- wysokość bezwzględna – 901 m n.p.m.[2]